# Progrès technique neutre au sens de Hicks
Le progrès technique neutre au sens de Hicks est un progrès technique qui affecte à la fois le facteur travail (les travailleurs) et le facteur capital (les machines employées dans la production). Un tel progrès technique ne modifie pas l'importance respective de la productivité du travail et du capital, et de ce fait n'incite pas les entreprises à remplacer des travailleurs par des machines ou l'inverse. 

## Histoire
John Hicks interroge, dans son livre The Theory of Wages (1932), le rôle du facteur technologique dans la fonction de production des entreprises.

## Concept
Dans le cadre d'une fonction de production de type Cobb-Douglas, la production est représentée par le facteur capital (K), le facteur travail (L), et la technologie (A). Cette technologie est une sorte de stock, car elle dépend des inventions qui l'ont précédée et qui sont utilisées dans le processus de production.
Une modification du progrès technique (dans le sens d'une amélioration ou d'une dégradation) est neutre au sens de Hicks si cette modification affecte la productivité du capital et du travail symétriquement.
La fonction de production s'écrit ainsi :
{\displaystyle \,Y=AF(K,L)}
Par conséquent, un changement technologique répond à la condition de la neutralité de Hicks si ce changement n'affecte pas l'équilibre entre l'utilisation du facteur travail et celle du facteur capital. Les entreprises n'ont alors pas de raison de substituer du travail au capital ou du capital au travail.